# Ампон, Фелисисимо
Фелисисимо Эрмосо Ампон (исп. Felicisimo Hermoso Ampon; 27 октября 1920, Манила — 7 октября 1997, Хайленд-Парк, Иллинойс, США) — филиппинский теннисист-любитель.
- Чемпион теннисного турнира Дальневосточных игр 1934 года в одиночном разряде
- Победитель (в мужском парном разряде) и двукратный призёр теннисного турнира Азиатских игр 1958 года
- Победитель Панамериканского теннисного чемпионата 1950 года

## Биография
Фелисисимо Ампон известен благодаря сочетанию хороших теннисных результатов с необычно маленьким для теннисиста ростом — 150 сантиметров. Историк тенниса Бад Коллинз называет его самым маленьким игроком мирового уровня. Своему росту Ампон обязан своими прозвищами — Тотой (в переводе с тагальского «кроха» или «миниатюра») и «Могучий клещ» (англ. Mighty mite, прозвище, полученное от филиппинского спортивного журналиста Вилли Эрнандеса по аналогии с мультипликационным персонажем Могучим мышонком, англ. Mighty mouse).
Фелисисимо Ампон родился в 1920 году в Маниле в семье одного из ведущих филиппинских теннисистов своего времени, а впоследствии теннисного тренера Феликса Ампона. Фелисисимо рано пошёл по стопам отца, уже в 14 лет выиграв теннисный турнир Дальневосточных Игр, в 16 лет став вице-чемпионом Филиппин, а в 1938 году — чемпионом страны среди студентов (в это время он учился на первом курсе Филиппинского университета Дальнего Востока в Маниле).
В 1939 году Ампон был приглашён во впервые выступавшую в Кубке Дэвиса национальную сборную Филиппин. В будущем он провёл за сборную 16 сезонов Кубка Дэвиса, растянувшихся на 30 лет, сыграв свой последний матч в её составе в 1968 году. В этом же году он дебютировал в чемпионате США, проиграв в четырёх сетах во втором круге действующему чемпиону Уимблдона и будущему чемпиону США Бобби Риггсу. В октябре 1940 года он стал чемпионом Филиппин в помещениях, а в феврале следующего года — и чемпионом на открытых кортах. Дальнейшая карьера Фелисисимо была, однако, прервана Второй мировой войной, в ходе которой Филиппины стали ареной боевых действий.
Вернувшись на корт только в 26 лет, Ампон постепенно вошёл в число ведущих теннисистов-любителей в мире. Его высшие достижения приходятся на начало 1950-х годов. В эти годы он стал чемпионом Индии, победителем Панамериканского теннисного чемпионата 1950 года и любительского международного турнира в Кёльне 1951 года. Также в 1951 году он стал чемпионом Италии в смешанном парном разряде, где выступал с американкой Ширли Фрай. В 1952 и 1953 годах Ампон дважды подряд доходил до четвертьфинала чемпионата Франции. В 1952 году он добился этого успеха, обыграв будущую первую ракетку мира Тони Траберта и уступив затем лучшему на тот момент теннисисту мира Фрэнку Седжмену; на следующий год на пути в четвертьфинал Ампон обыграл двукратного победителя турниров Большого шлема Баджа Патти, после чего проиграл будущему чемпиону Кену Розуоллу. Он до настоящего времени остаётся единственным филиппинцем, доходившим до четвертьфинала турниров Большого шлема. Также в 1953 году он стал первым азиатским теннисистом и единственным в истории филиппинцем, выигравшим Wimbledon Plate — утешительный турнир для неудачников первого и второго кругов Уимблдонского турнира.
В свои лучшие годы Фелисисимо побеждал также таких соперников, как Ярослав Дробный, Филипп Шатрие, Том Браун, Билл Талберт и Вик Сейксас. Не обладая мощной подачей своих соперников, он научился использовать силу их удара в своих целях, и отличный приём подачи позволял ему успешно бороться с теннисистами, бывшими на полторы головы выше его. Среди его сильных сторон бывшие соперники называли чувство равновесия, точность ударов, умелое использование «свеч» и укороченных ударов. Случались в его карьере и крупные поражения, самым болезненным из которых стали три «баранки», полученных в игре Кубка Дэвиса 1946 года от Фрэнка Паркера.
Всего за карьеру Ампон выиграл больше 30 международных турниров разного уровня. Последним из крупных успехов в его карьере стало выступление на Азиатских играх 1958 года, где с более молодым партнёром по филиппинской сборной Раймундо Дейро он выиграл золотую медаль в мужском парном разряде, а в финале одиночного разряда проиграл тому же Дейро, завоевав «серебро». Он продолжал играть за сборную до 1968 года, за это время одержал в 36 матчах 40 побед при 35 поражениях (34-26 в одиночном разряде) и четыре раза (в 1957, 1958, 1960 и 1964 годах), выиграв Восточноазиатскую зону, выходил в межзональный турнир, предшествующий матчу за главный трофей турнира. Официально теннисную карьеру Фелисисимо завершил только в 50 лет, в 1970 году.
В дальнейшем Ампон стал сотрудником Национального банка Филиппин, который представлял в том числе в Гонконге и Чикаго. С 1983 года он постоянно проживал в Хайленд-Парке (Иллинойс), где и скончался незадолго до своего 77-летия. Он оставил вдовой 45-летнюю жену Анхелес; его пережили также дочь и три сына, старший из которых, Мелесио, тоже стал теннисистом, уже в 16 лет, в 1973 году, попав в сборную Филиппин в Кубке Дэвиса.